# Comunicación óptica

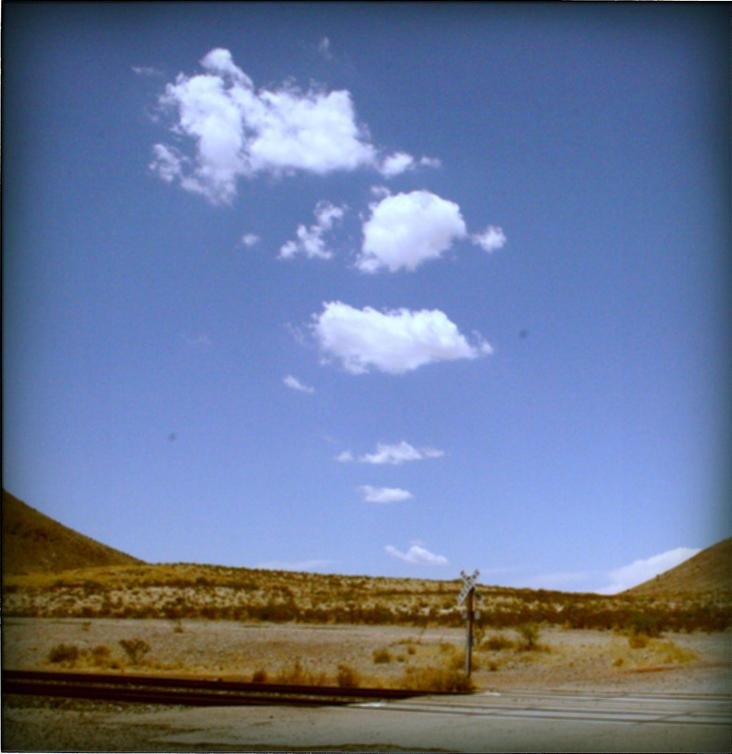
Las señales de humo son una forma de comunicación óptica.

La comunicación óptica es cualquier forma de comunicación que utiliza la luz como medio de transmisión
Un sistema óptico de comunicación consiste de un transmisor que codifica el mensaje dentro de una señal óptica, un canal, que transporta la señal a su destino, y un receptor, que reproduce el mensaje desde la señal óptica recibida.

## Formas de comunicación óptica

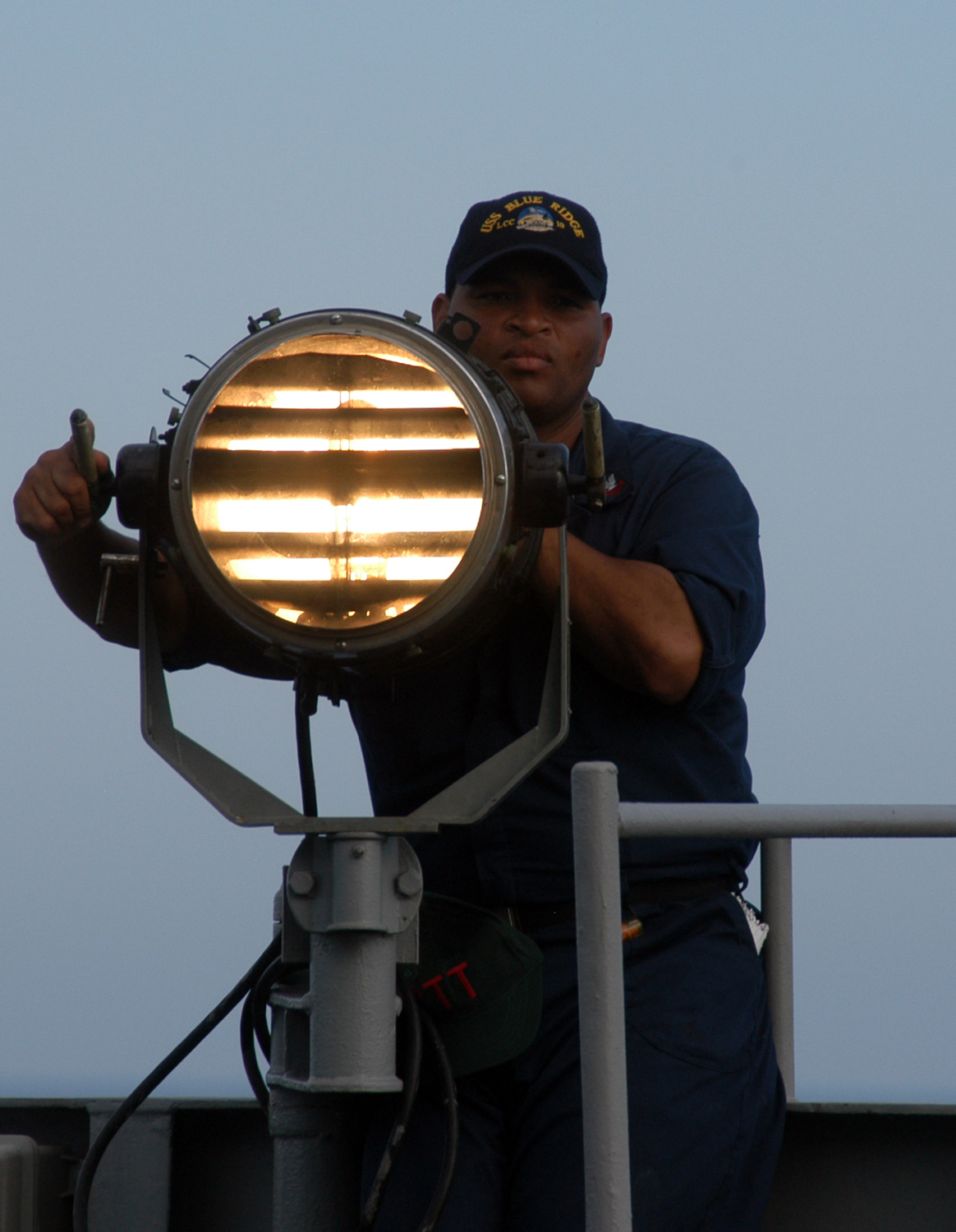
Marino de la armada estadounidense usando un reflector de señales para mandar señales en código morse.

Hay muchas formas de comunicaciones ópticas no tecnológicas, incluyendo el lenguaje corporal y el lenguaje de señas.
Técnicas como el telégrafo óptico, las banderas de señales, señales de humo y hogueras fueron las primeras formas de comunicación óptica tecnológicas.

El heliógrafo utiliza un espejo para reflectar la luz del sol hacia distantes observadores. Moviendo el espejo, los observadores distantes ven destellos de luz que pueden ser usados para enviar señales en código. De forma similar, los barcos de la armada utilizan un reflector de señales para señalizar en código morse.
Las bengalas de auxilio son utilizadas por los navegantes en situaciones de emergencia, mientras que los faros y las luces de navegación se utilizan para comunicar los peligros de la navegación.
Los aviones utilizan luces de aterrizaje para un aterrizaje seguro en los aeropuertos, especialmente en la noche. Las aeronaves que aterrizan en los portaaviones utilizan un sistema similar, iluminando la cubierta del transporte. Los sistemas de luz comunican la posición correcta en que debe aterrizar la aeronave con respecto a la pista de aterrizaje
La fibra óptica es el medio moderno más común para la comunicación óptica digital.
Los sistemas de comunicación óptica de espacio libre también son utilizados en una gran variedad de aplicaciones.

### Comunicación por fibra óptica

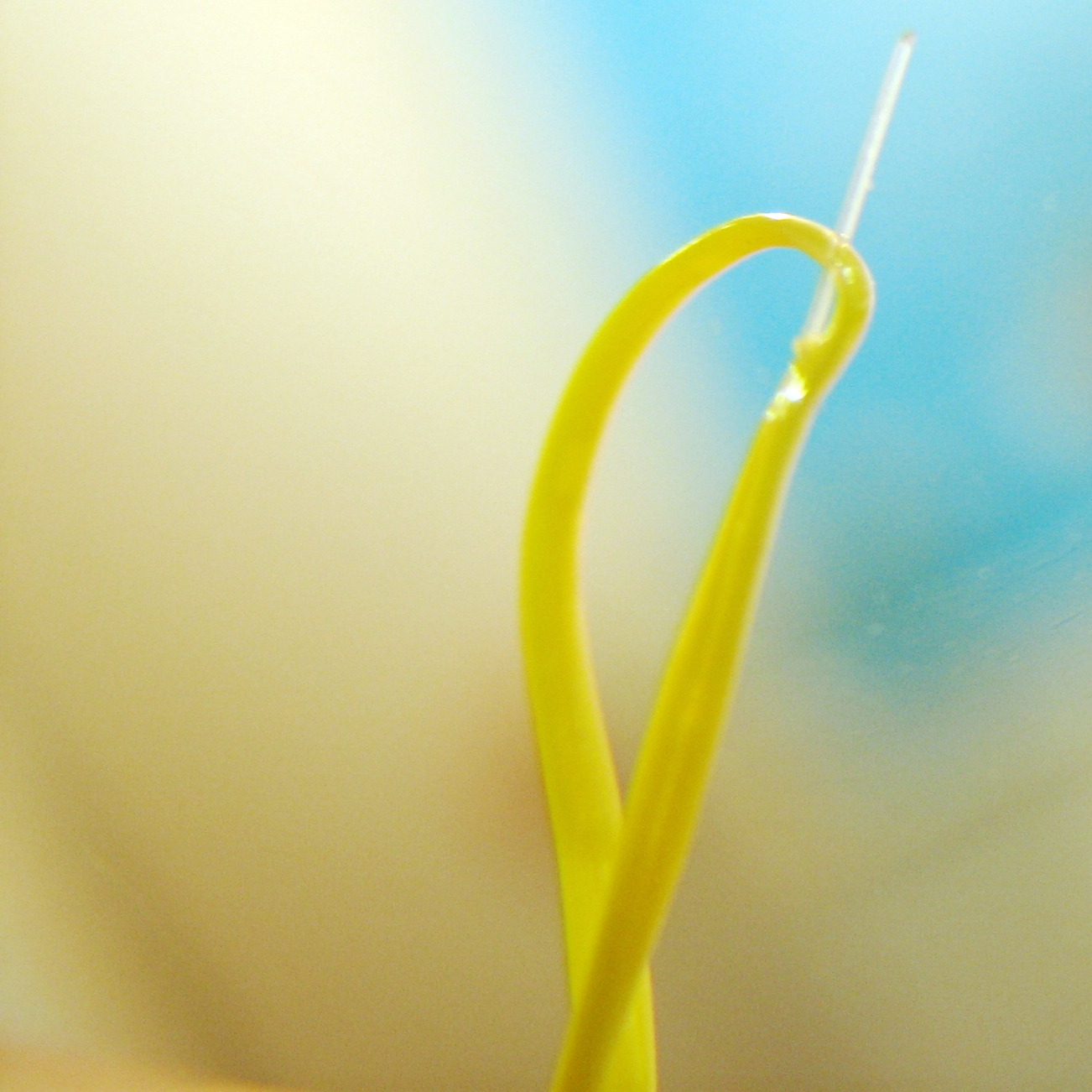
Cable de fibra óptica.

La fibra óptica es el canal más común utilizado actualmente para las comunicaciones ópticas, sin embargo, existen otros tipos de guiás de ondas que no necesitan de un equipo de comunicaciones, y que incluso han formado canales de muy corta distancia (como por ejemplo, chip a chip e intra chip) en los ensayos de laboratorio. 
Los transmisores en las líneas de fibra óptica son generalmente leds o diodos láser. La luz infrarroja es la más utilizada en estas redes, ya que se transmite con menos atenuación y dispersión. Para codificar la señal se utiliza comúnmente modulación de la intensidad, aunque se ha demostrado en pruebas de laboratorio que se puede modular la fase y la frecuencia. La necesidad de una señal periódica regenerativa, fue ampliamente superada con la introducción del amplificador de fibra dopada de erbio, que extendió las distancias de enlace a un costo significativamente menor.

### Sistema de comunicación óptica de espacio libre

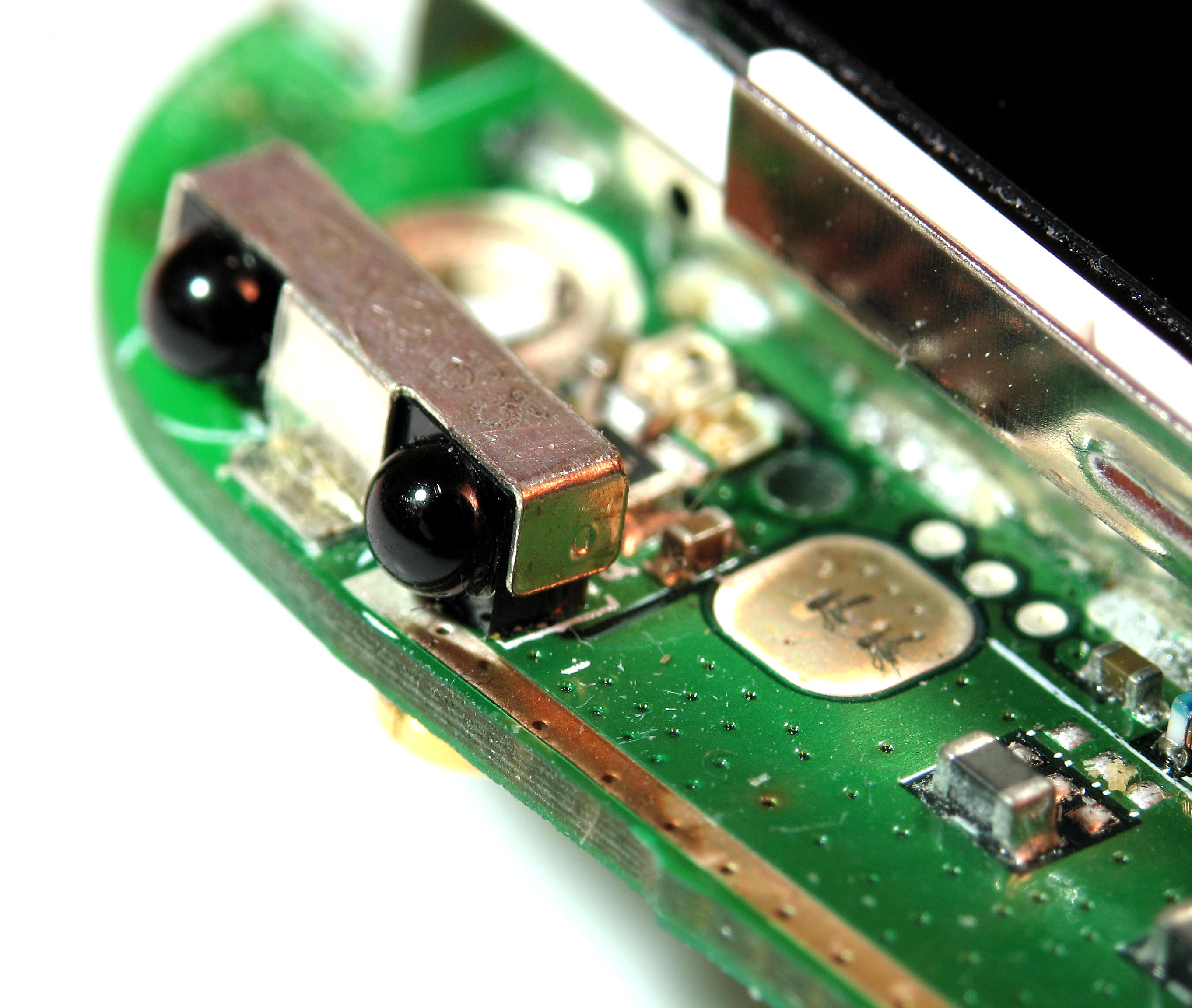
Puerto infrarrojo IrDA de un teléfono celular.

Los sistemas ópticos de espacio libre son generalmente utilizados para la comunicación de "última milla" y pueden funcionar a distancia de varios kilómetros de largo siempre y cuando exista una clara línea de visión entre el emisor y el receptor, y el receptor óptico pueda decodificar la información trasmitida. IrDA es un ejemplo de los sistemas ópticos de espacio libre a baja velocidad y cortas distancias utilizando leds infrarrojos.